# Лі Син Хун
Лі Син Хун (хангиль: 이승훈, ханча: 李承勳, 6 березня 1988) — південнокорейський ковзаняр, дворазовий олімпійський чемпіон.
Лі Син Хун спеціалізувався у шорт-треку, але оскільки не зміг пробитися в збірну Кореї з цього виду спорту, перекваліфікувався на довгу доріжку восени 2009. Його успішний виступ на Олімпіаді у Ванкувері був несподіванкою. Спочатку Лі був другим на дистанції 5000 м, а потім став олімпійським чемпіоном на дистанції 10000 м, чому він, щоправда, повинен подякувати прикрій помилці на дистанції фаворита Свена Крамера, який зайшов за вказівкою тренера на неправильну доріжку.
Змагаючись у шорт-треку, Лі Син Хун двічі ставав чемпіоном світу у 2008 - на дистанції 3000 м та в естафеті на 5000 м.